# Маниу, Юлиу
Юлиу Мани́у (рум. Iuliu Maniu; 8 января 1873, Шимлеул-Силванией, Трансильвания, Австро-Венгрия — 5 февраля 1953, тюрьма Сигет, РНР) — румынский политический и государственный деятель, радикальный националист. Одна из ключевых фигур новейшей истории Румынии. До 1-й мировой войны входил в руководство Национальной партии трансильванских румын. С 1926 года — лидер объединённой Национал-царанистской партии. 
Четырежды занимал пост премьер-министра Королевства Румынии.

## Биография

### Начало политической карьеры
Юлиу Маниу был уроженцем этнически пёстрой Трансильвании и представителем румынского большинства этой страны. Его отец Иоан Маниу (1833—1895) был юристом, дед его матери Клары Маниу — греко-католическим священником.
Среднее образование Юлиу получил в венгерском кальвинистском колледже, хотя сам от рождения принадлежал к Греко-католической церкви. В совершенстве овладел венгерским и немецким языками. Высшее юридическое образование получил в университетах Будапешта и Вены. В молодости вступил в Национальную партию (РНПТ), ставившую своей целью гегемонию румынского элемента в Трансильвании и в сопредельной Буковине, с прицелом на присоединение этих стран (бывших коронными землями Австро-Венгрии) к Румынскому королевству, каковое присоединение и осуществилось, в дальнейшем, при его непосредственном участии.
В 1906 году Маниу был избран депутатом в Венгерский парламент. В 1915 году мобилизован в австро-венгерскую армию, сражался на итальянском фронте.

### Звёздный час Юлиу Маниу
Приближался конец Первой мировой войны 1914—1918 гг. Летом 1918 г., ещё «при жизни» Австро-Венгерской монархии, на её коронных землях стали возникать самопровозглашённые этнократические государства, созданию коих предшествовала интенсивная работа национальных подполий, не исключая румынское. В августе 1918 г. в трансильванском городе Сибиу прошло заседание подпольного комитета, на котором один из лидеров Национальной партии Александру Вайда-Воевод был уполномочен потребовать независимости Трансильвании от Австро-Венгерской Империи. Следует подчеркнуть, что на тот момент речь шла не о присоединении к Румынии, но именно о независимости бывшего княжества. Хотя на этом заседании в Сибиу были и делегаты из «Старого Королевства». Присутствовали Брэтиану, Арджетояну, Миронеску, Таке Ионеску, Александру Маргиломан.
Между тем, 27 октября 1918 г. в Черновцах, на Буковине, состоялся съезд местных румын, где было принято решение создать Национальное Законодательное Собрание Буковины и созвать Национальный совет румын Буковины. Первым решением Буковинского румынского Национального совета стала декларация объединения Буковины как с Румынией, так и с Трансильванией (независимость последней от кого бы ни было уже не предполагалась). 2 ноября 1918 г. в Трансильвании был создан Румынский Центральный Национальный совет (возглавленный представителями РНПТ и С.-д. партии), в состав коего вошёл и Юлиу Маниу. Совет возложил на себя полномочия временного правительства края. В ноябре совет начал переговоры с венгерским правительством о мирном отделении Трансильвании от Венгрии, но они провалились.
1 декабря 1918 г. в городе Карлсбург (ныне — Алба-Юлия) был назначен съезд всех членов Румынского Центрального Национального совета. Этот съезд получил название Великого Национального Собрания. На съезде выступил и Юлиу Маниу, заявив между прочим, что румыны не желают превращаться из угнетаемых в угнетателей ("Noi nu voim să devenim din oprimați, oprimatori, din asupriți asupritori"). Большинство съезда проголосовало за объединение Баната, Трансильвании, Буковины с Румынией.

### Лидер национал-царанистов
На протяжении четверти века (1919—1944 гг.) Маниу был депутатом Румынского парламента. В 1926 г. он возглавил объединённую Национал-Царанистскую партию (Partidul Național-Țărănesc), возникшую в результате слияния Румынской Национальной партии Трансильвании с Царанистской партией «Старого Королевства». В программных установках обеих партий имелись различия. Историк Царанистской партии П. Шейкару, сравнивая политические системы Трансильвании и «Старого Королевства», назвал Национальную партию — «трансильванским вариантом Национал-Либеральной партии». В области теоретической доктрины новой объединённой партии произошел своеобразный симбиоз аграризма и либерализма. Тем не менее, НЦП твёрдо декларировала себя защитницей крестьянских интересов; некоторые её лидеры даже на королевских приёмах появлялись в крестьянской одежде — длинной сермяге навыпуск и в лаптях. 
Национал-Царанистская партия во главе с Маниу в своё время завоевала себе большое число приверженцев среди крестьянства своим лозунгом «тотальной экспроприации помещичьей земли».
 — констатировал советский журналист И. Голиков.
В межвоенный период Маниу трижды занимал пост премьер-министра. Как и большинство румын, Маниу и его партия резко осудили Венский арбитраж, проведённый Германией и Италией 30 августа 1940 г., по которому Румыния принуждена была вернуть Венгрии Северо-восточную Трансильванию. При этом, Юлиу Маниу состоял в оппозиции авторитарному режиму маршала Иона Антонеску (другого непримиримого противника Венского арбитража).

### Четвёртое премьерство, арест и смерть
Юлиу Маниу склонил молодого короля Михая к сепаратному миру с Антигитлеровской коалицией. 23 августа 1944 г., во время аудиенции у короля, были арестованы коллеги-однофамильцы Ион и Михай Антонеску. А Юлиу Маниу был в четвёртый раз назначен премьер-министром. 
25 августа 1944 г. Королевство Румыния вступило в войну на стороне Антигитлеровской коалиции. Для Маниу это был прежде всего подходящий случай поквитаться с венграми. Всего четыре дня пробыл он во главе кабинета — но за эти дни дал добро на формирование румынских шовинистических банд, иногда именовавшихся «чёрными сермягами», иногда же гордо и откровенно величавшими себя гвардией Юлиу Маниу («Maniu-gárda»). По справедливости Маниу должен был нести ответственность за дикие насилия своих «гвардейцев» над венгерским населением Северо-восточной Трансильвании. Однако советское командование сквозь пальцы смотрело на «сермяжный» террор.
При подведении окончательных итогов Второй мировой войны, по условиям мирного договора, подписанного 10 февраля 1947 года, был аннулирован Венский диктат 1940 года и декларировалось присоединение северо-восточной Трансильвании к Румынии. В том же 1947 году Юлиу Маниу был арестован, обвинён в «антинародной, шпионско-диверсионной деятельности против народно-демократического строя» и приговорён к тюремному заключению. Причастности к военным преступлениям 1944—1945 гг. никто официально не вменил ему в вину (зато предъявляли роль «вдохновителя» антикоммунистической демонстрации монархистов 8 ноября 1945). Хотя оные отнюдь не являлись тайной: о кровавом терроре «чёрных сермяг» писали советские авторы — Т. А. Покивайлова и полковник А. В. Антосяк.
Экс-премьер заболел и умер в Сигету-Мармациейской тюрьме. Официальная румынская историография пост-чаушесковской эпохи считает его героем-мучеником, жертвой коммунистического режима. Только в венгерской Википедии существует статья «Гвардия Маниу» (Maniu-gárda) (hu), где подробно перечислены преступления «чёрных сермяг».